# Primor
Perfumerías Primor es una cadena de perfumerías española nacida en 1953 en Málaga.

## Historia
Uno de los antiguos directores del antiguo Hospital 18 de Julio de Málaga decidió abrir con su mujer una pequeña perfumería en el centro de la ciudad, concretamente en un local de tan solo 35 metros cuadrados en la Calle Granada.
En la década de 1980, con la ayuda de su hijo, abrieron dos nuevas perfumerías en Málaga (Calle Marqués de Larios y Calle San Juan). A lo largo de los 90 se empezaron a abrir perfumerías en los barrios de la ciudad y en centros comerciales, además el actual gerente Juan Ricardo Hidalgo (nieto de los fundadores) entró en el negocio familiar. 
En el año 2000 la cadena de perfumerías ya había abierto 37 establecimientos, todos en la provincia de Málaga (22 en la capital). A finales de ese año la empresa inaugurara en Madrid tres establecimientos adquiriendo los locales de Disperfum, una firma con presencia nacional que está liquidando sus tiendas por graves problemas económicos. A partir de ahí la marca empezó a expandirse por las provincias limítrofes.
En 2015 la cadena se une a las firmas Marvimundo y Arenal para crear el Grupo Maremor, con un ambicioso plan para ampliar su presencia en España.
En 2018 cerró su tienda de la Calle Granada en Málaga, la primera perfumería de la cadena.
En 2019 abrió su primera perfumería fuera de España, en Lisboa (Portugal), donde también vende en internet.
A fecha de 2023, la empresa cuenta con tiendas en España, Portugal, Andorra e Italia.

## Controversias
En 2021, tras reiteradas denuncias por parte del sindicato CGT, la Consejería de Empleo de la Junta de Andalucía, tras la intervención de la Inspección de Trabajo, llevó a juicio a la cadena low-cost por "incumplir los mínimos salarios a abonar y enriquecimiento injusto". Ese mismo año, Inspección de Trabajo obligó a la cadena a hacer contratos fijos a las trabajadoras de su tienda en Melilla.
En agosto de 2022, desde su cuenta oficial en Twitter compartieron un mensaje tuiteado por un usuario vinculado a la extrema derecha, en el que se insultaba a Rubén Sánchez, de Facua, y se defendía a Daniel Esteve, de Desokupa. Tras causar polémica, Primor retiró el mensaje y publicó una disculpa en tono irónico.
En agosto de 2023, el periódico Okdiario afirmó que la empresa pretendían mover su sede social a Portugal debido a la presión fiscal, en el caso de que Pedro Sánchez volviera a formar gobierno, según fuentes cercanas a la dirección de la empresa. Nunca se llegó a publicar ningún comunicado oficial por parte de la empresa ni se produjo finalmente este cambio de sede.
Desde 2024, el CEO de Primor apoya el podcast «En Libertad» en el canal ViOne Media, dirigido por Jano García, autodenominado como El librepensador, quien se declara anti feminista, anti woke y esgrime ideas antidemócratas.